# Norwegian Bay
Norwegian Bay är en vik i Kanada.   Den ligger i territoriet Nunavut, i den norra delen av landet, 3 600 km norr om huvudstaden Ottawa. Norwegian Bay ligger på ön Graham Island.
Trakten runt Norwegian Bay består i huvudsak av gräsmarker. Trakten runt Norwegian Bay är nära nog obefolkad, med mindre än två invånare per kvadratkilometer.